# Asistencia en tierra a aeronaves
La asistencia en tierra a aeronaves (del inglés ground handling) incluye todos los servicios de que es provista una aeronave desde que aterriza hasta su posterior partida.

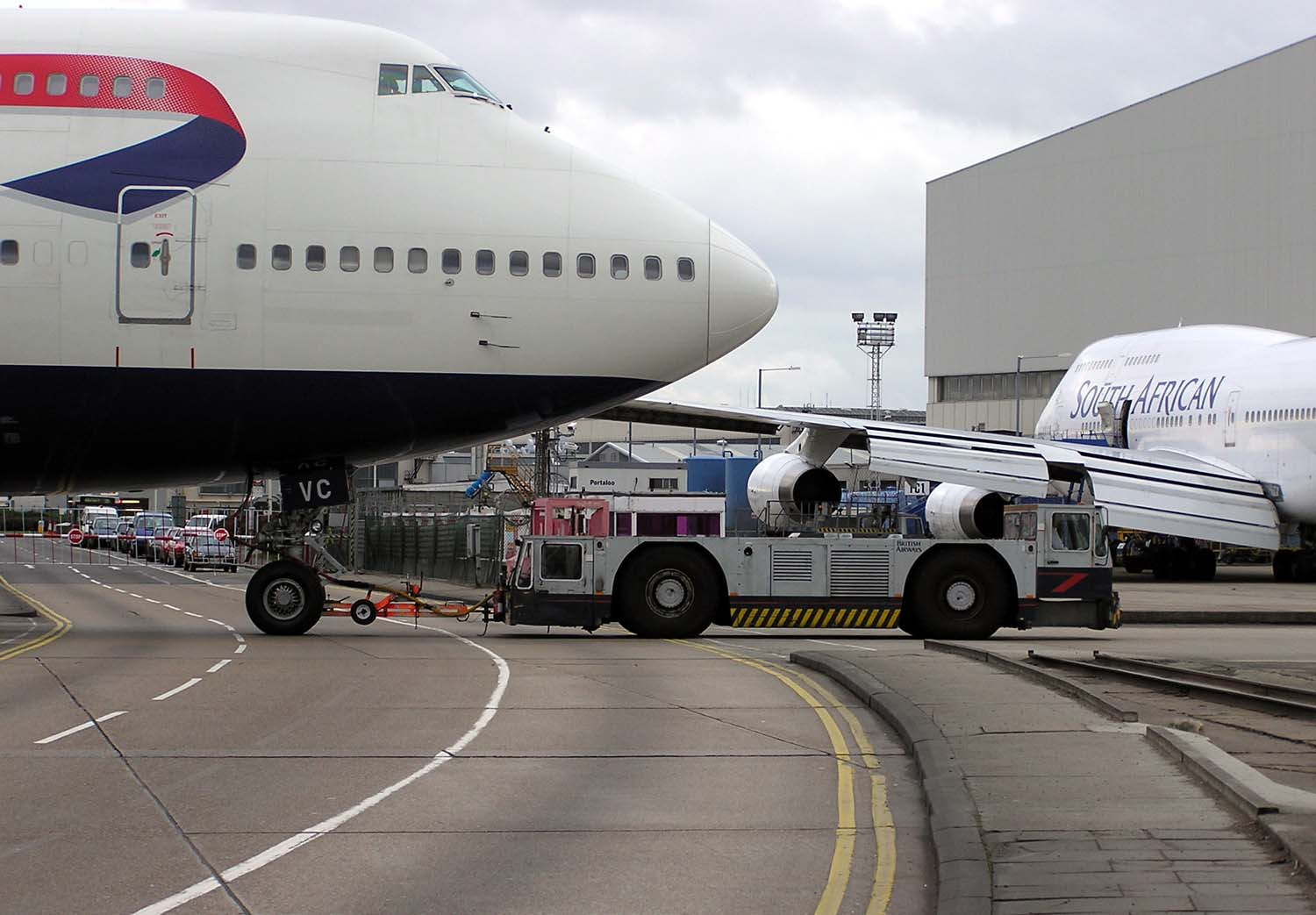
Un Boeing 747-400 de British Airways es arrastrado por el servicio en rampa sobre una calle pública en el Aeropuerto de Heathrow de Londres, Reino Unido.

En la mayoría de los casos las aerolíneas tienen, al menos en sus estaciones base, una división dedicada al manejo en tierra de sus aeronaves. También existen compañías dedicadas exclusivamente a brindar servicio de manejo en tierra a aeronaves en todo el mundo.

## Tipos de asistencia en el lado aire
Se divide básicamente en las siguientes áreas:

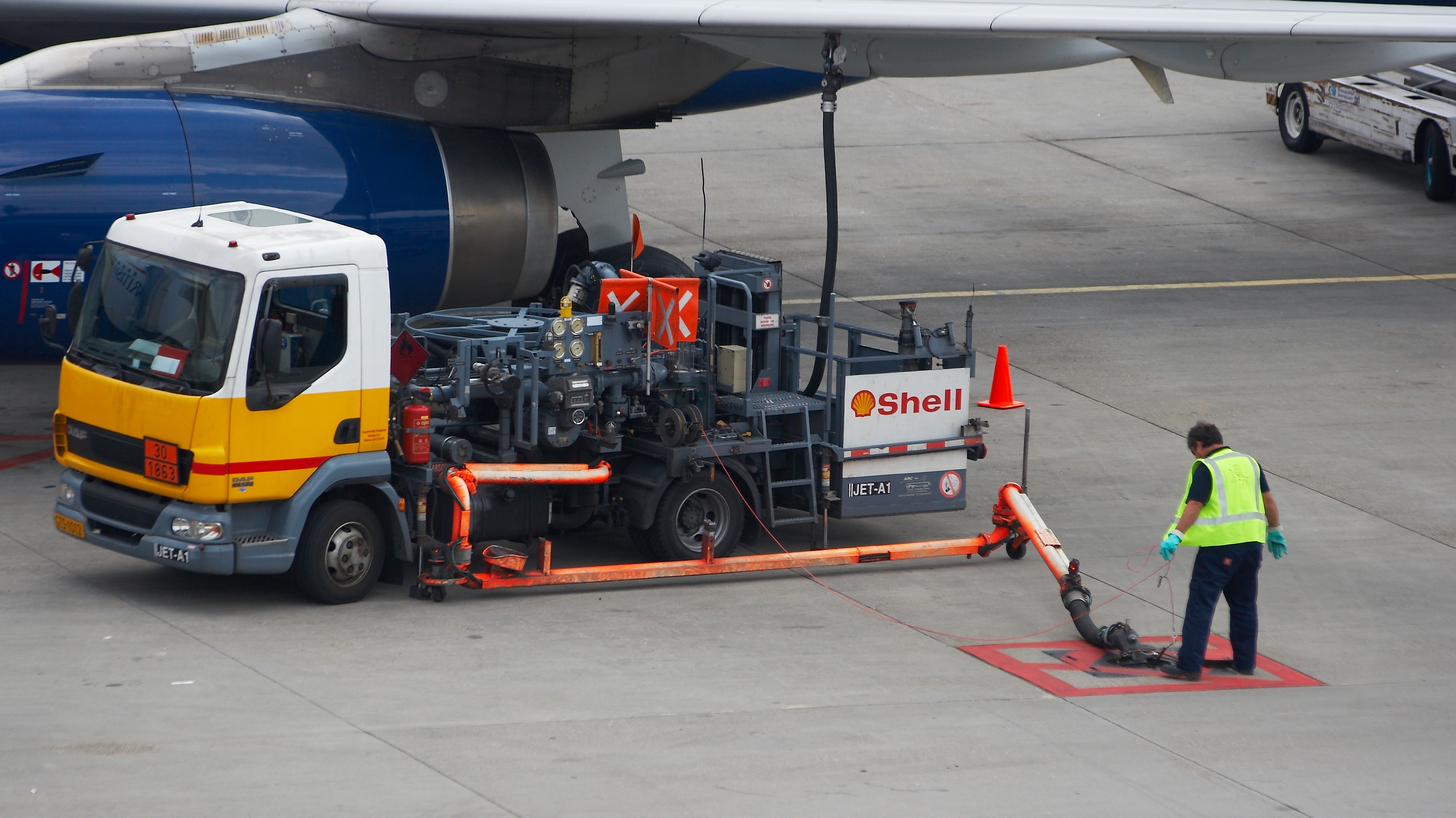
Carga de combustible a un avión de British Airways.

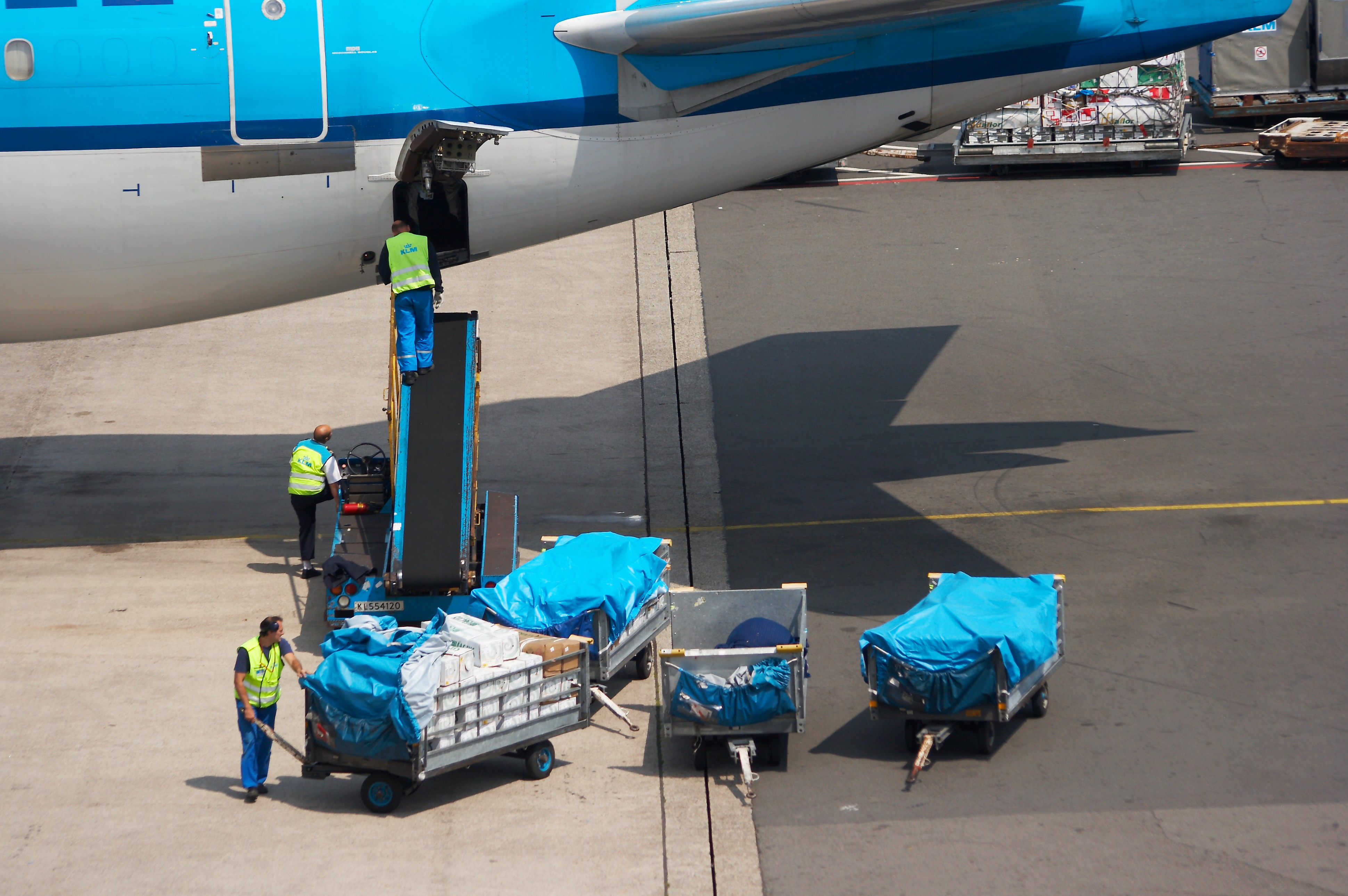
Descarga de mercancías.

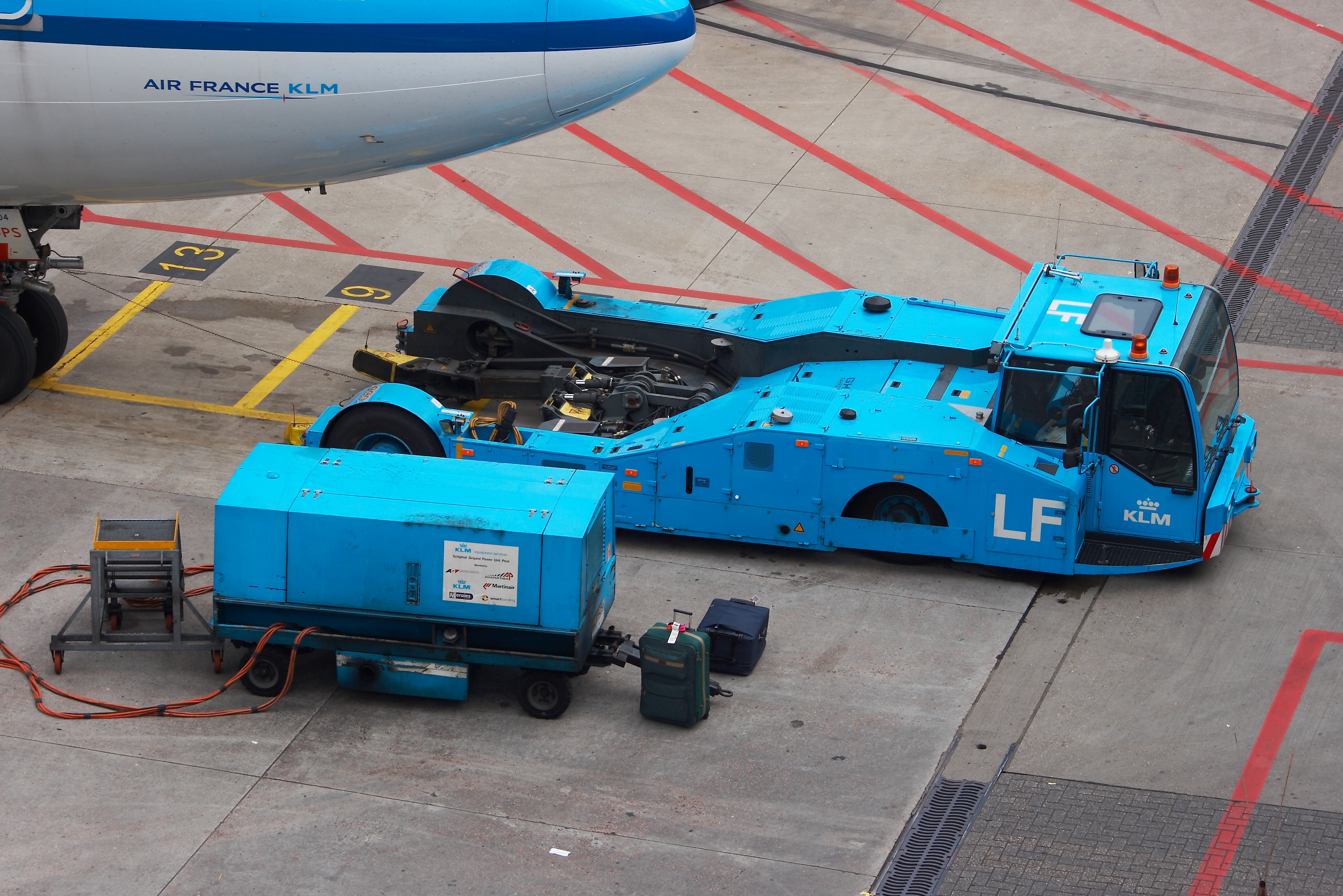
Tractor de remolque y unidad generadora de electricidad.

### Servicio a cabinas (Cabin service)
Incluye todos servicios dirigidos a dar comodidad a los pasajeros en la cabina del avión como el abastecimiento de periódicos, cobijas y demás comodidades así como de la limpieza de la cabina misma.

### Servicio de cátering
Es el servicio de abastecimiento de alimentos y bebidas para los pasajeros y tripulación durante el viaje.

### Servicio en rampa
Incluye todos servicios en la plataforma de operaciones a la aeronave (guía a posición de estacionamiento, remolque, drenado de lavabos, etc.) y también los procesos necesarios para llevar a cabo la carga y descarga del correo, equipaje y demás mercancías a transportarse.

### Carga de combustible
Es el servicio de repostaje de combustible, en algunos aeropuertos el servicio está concesionado a un proveedor exclusivo y en otras ocasiones la aerolínea misma se provee o contrata un proveedor del mismo.
Existe fundamentalmente combustible JET A1 o queroseno para grandes aeronaves y AVGAS para el uso de Aviación general siendo necesario disponer de unos procedimientos cumpliendo normativas de que permitan garantizar la seguridad en el suministro.

### Servicios de mantenimiento e ingeniería
Incluye todos procesos necesarios para asegurar y mantener la operatividad de las aeronaves por su naturaleza es uno de los procesos más delicados en el manejo de una aeronave.

### Servicio de operaciones de campo
Es la instancia que coordina a todos servicios anteriores con el resto de la operación de la aerolínea en el aeropuerto, incluyendo el servicio de despacho y también coordina la comunicación con las autoridades y servicios de control aéreo.
- Datos: Q320020
- Multimedia: Aircraft ground handling / Q320020